# Schweinsdachse

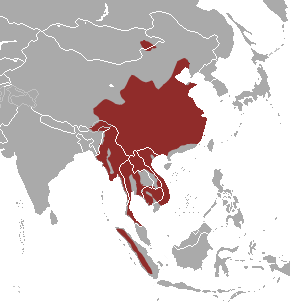
Das Verbreitungsgebiet der Schweinsdachse

Die Schweinsdachse (Arctonyx) sind eine Raubtiergattung aus der Unterfamilie der Dachse (Melinae) innerhalb der Familie der Marder (Mustelidae). Sie kommen mit drei Arten in Ost- und Südostasien vor.

## Merkmale
Generell ähneln Schweinsdachse den Dachsen der Gattung Meles, zu denen auch der Europäische Dachs gehört, unterscheiden sich jedoch in der schmalen, verlängerten Schnauze, die zu einem schweineartigen, unbehaarten Rüssel ausgebildet ist. Die Backenzähne sind kleiner und stehen weiter auseinander, die oberen Schneidezahnreihe ist mehr gebogen und die vom Schläfenbein gebildete Knochenkapsel, die Teile des Mittel- und Innenohrs umgibt (Auditory bulla), ist abgeflacht. Die Färbung des Rückenfells variiert von graugelb bis schwarz, der Bauch ist ebenso schwarz wie die Füße. Sie besitzen schwarze Streifen von der Nase bis zu den Ohren und dem Nacken im ansonsten weißlichen Gesicht, weiß sind auch die Ohren, die Kehle (schwarz bei Meles) und der Schwanz. Ein weiterer Unterschied zum Europäischen Dachs liegt in den stark verlängerten, gebogenen Krallen, die im Gegensatz zu diesem weiß sind. Diese Tiere erreichen eine Kopfrumpflänge von ungefähr 55 bis 70 Zentimetern, eine Schwanzlänge von 12 bis 17 Zentimetern und ein Gewicht von 7 bis 14 Kilogramm.
Die Zahnformel lautet: I 3/3, C 1/1, P4/3, M 1/2 = 36.

## Verbreitung und Lebensraum
Schweinsdachse leben in Ost- und Südostasien, ihr Verbreitungsgebiet erstreckt sich vom nördlichen China und dem nordöstlichen Indien bis zur Malaiischen Halbinsel und die Insel Sumatra. Ihr Lebensraum sind vorrangig Wälder, sowohl tropische Regenwälder als auch Gebirgswälder bis in 3500 Meter Höhe.

## Lebensweise
Schweinsdachse sind dämmerungs- oder nachtaktiv, den Tag verbringen sie in Felsspalten oder selbstgegrabenen Bauen. Über ihr Sozialverhalten ist wenig bekannt, vermutlich leben sie einzelgängerisch.

## Nahrung
Diese Tiere sind Allesfresser, die mit ihrem Rüssel ähnlich den Schweinen den Boden auf der Suche nach Essbarem durchwühlen. Sie verzehren sowohl Würmer, Insekten, Larven und Nager als auch Wurzeln, Pilze und Früchte.

## Fortpflanzung
Die Paarung erfolgt im Mai, bedingt durch eine Keimruhe kommt es erst im Februar oder März zur Geburt, die eigentliche Tragzeit dürfte rund sechs Wochen betragen. Die Wurfgröße beträgt ein bis fünf. Die Jungtiere werden mit vier Monaten entwöhnt und erreichen mit acht Monaten die volle Größe.

## Arten
Lange Zeit wurde alle Schweinsdachse unter der Bezeichnung Arctonyx collaris geführt. Nach einer im Jahr 2008 veröffentlichten Revision der Gattung werden heute drei Arten anerkannt:
- Nördlicher Schweinsdachs (Arctonyx albogularis)
- Schweinsdachs (Arctonyx collaris)
- Sumatra-Schweinsdachs (Arctonyx hoevenii)

## Bedrohungen
Zu den natürlichen Feinden der Schweinsdachses zählen Tiger, Leoparden und andere größere Raubtiere. Zu ihren Verteidigungsmaßnahmen zählt das bedrohende Aufstellen der Haare und Verspritzen eines übelriechenden Sekretes der Analdrüse. Notfalls verteidigen sie sich auch mit den langen Krallen.
Zu den Bedrohungen, die von Menschen ausgehen, zählen die Bejagung und der Verlust des Lebensraums durch Waldrodungen. Schweinsdachse zählen aber nicht zu den bedrohten Arten.

## Belege
1. 1 2 3 4  Serge Larivière & Andrew P. Jennings: Family Mustelidae (Weasels and relatives). in Don E. Wilson, Russell A. Mittermeier: Handbook of the Mammals of the World – Volume 1 Carnivores. Lynx Editions, 2009, ISBN 978-84-96553-49-1. Seite 622.
2. 1 2  Kristofer M. Helgen, Norman T-Lon Lim, Lauren E. Helgen: The hog-badger is not an edentate: systematics and evolution of the genus Arctonyx (Mammalia: Mustelidae). Zoological Journal of the Linnean Society, Volume 154, Issue 2, Oktober 2008, Pages 353–385, doi: 10.1111/j.1096-3642.2008.00416.x. Seite 361.